# Boxmeer

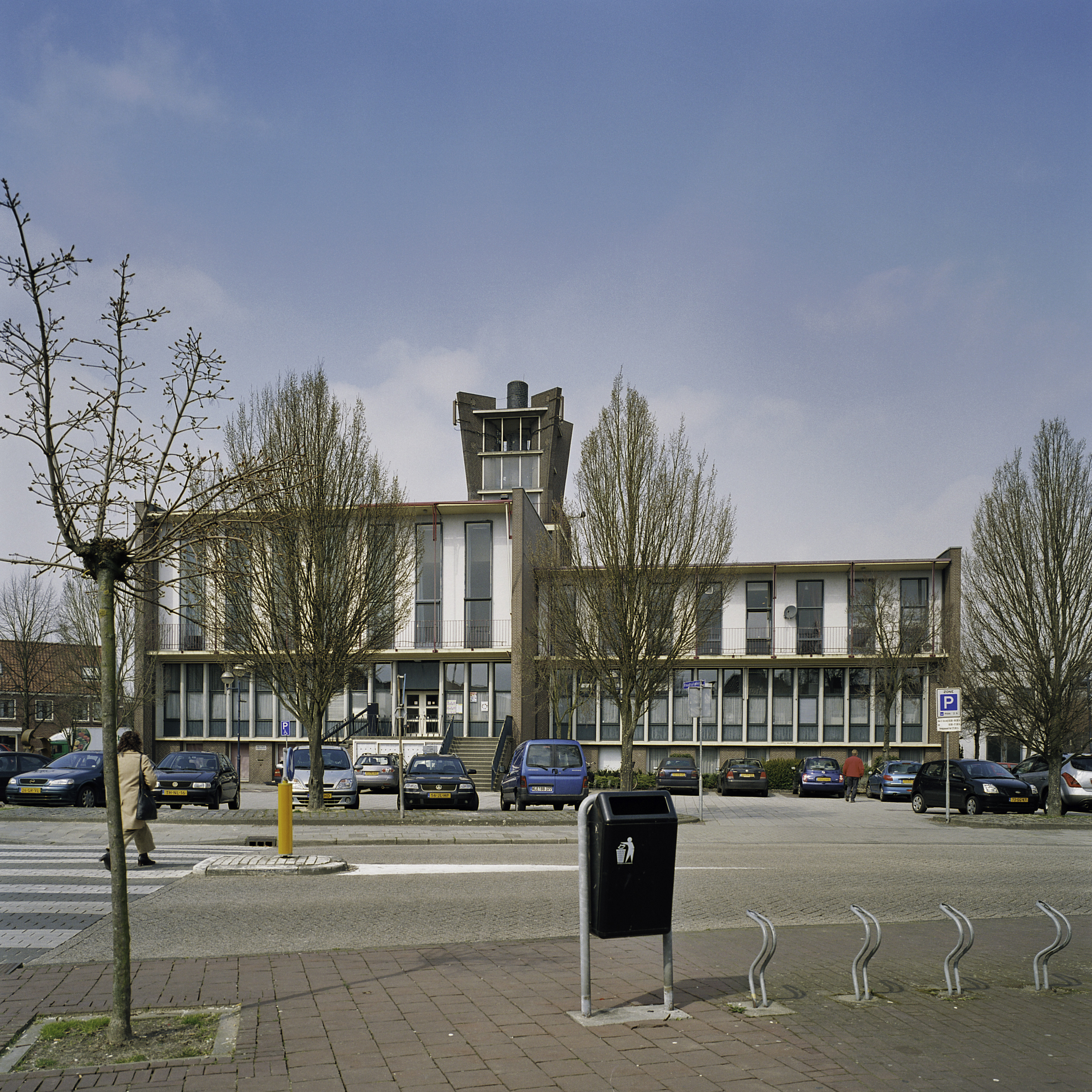
Tidigare stadshus (till 2010).

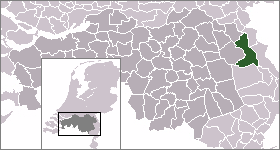
Boxmeers läge

Boxmeer var en kommun i provinsen Noord-Brabant i Nederländerna. Kommunens hade en total area på 113,95 km² (varav 2,39 km² vatten) och ett invånarantal på 28 388 invånare (januari 2012). Sedan 2022 ingår Boxmeer i kommunen Land van Cuijk.